# Fantomtegning
Fantomtegning er et konstrueret portræt, især af en ukendt, eftersøgt person, som er skabt på baggrund af vidneforklaringer. Fantomtegninger bruges derefter som en hjælp for politiet til at identificere og finde en eftersøgt gerningsmand eller til at advare folk mod en mulig serieforbryder.
Eksempler på kendte fantomtegninger er dem, der bl.a. er offentliggjort i forbindelse med Palmemordet og Oklahoma-bombemanden Timothy McVeigh.